# Philipp Zeller
Philipp Zeller, född den 23 mars 1983 i München, Tyskland, är en tysk landhockeyspelare.
Han tog OS-guld i herrarnas landhockeyturnering i samband med de olympiska landhockeytävlingarna 2008 i Peking.
Han tog OS-guld på nytt i samma gren i samband med de olympiska landhockeytävlingarna 2012 i London.